# らんま1/2 DoCoファースト
『らんま1/2 DoCo*FIRST』（らんまにぶんのいち どこ ファースト）は、声優ユニット・DoCoのファーストアルバム。1991年7月21日にポニーキャニオンよりリリースされた。

## 解説
テレビアニメ作品『らんま1/2』から生まれた女性メインキャラ5人の声優ユニット・DoCo（林原めぐみ、日髙のり子、佐久間レイ、高山みなみ、井上喜久子）のオリジナルアルバム。シングルではカヴァーシングル「思い出がいっぱい」が収録されている。
「僕たちはこれから」、「思い出がいっぱい」はOVA『らんま1/2』オープニングテーマ、「赤い靴のSUNDAY」、「少しだけ坂道」、「彼」はOVA『らんま1/2』エンディングテーマ、「うそつき」は劇場版『らんま1/2 超無差別決戦! 乱馬チームVS伝説の鳳凰』エンディングテーマにそれぞれ起用されている。
オリコンでは、週間で10,550枚を売り上げて25位に初登場し、2週目には前週からさらに1ランク上昇して24位にランクインした。また、累計では4万6千枚を超える売上を記録した。

## 収録曲
1. プロローグ [0:38]
作曲・編曲：川井憲次
2. 僕たちはこれから [3:57]
作詞：和泉ゆかり、作曲・編曲：川井憲次
  - OVA『らんま1/2』オープニングテーマ
3. 赤い靴のSUNDAY [4:42]
作詞：和泉ゆかり、作曲・編曲：川井憲次
  - OVA『らんま1/2』エンディングテーマ
4. うそつき [4:41]
作詞：乱馬的歌劇団文芸部、作曲・編曲：川井憲次
  - 劇場版『らんま1/2 超無差別決戦! 乱馬チームVS伝説の鳳凰』エンディングテーマ
5. 少しだけ坂道 [3:37]
作詞：和泉ゆかり、作曲・編曲：川井憲次
  - OVA『らんま1/2』エンディングテーマ
6. 思い出がいっぱい [3:54]
作詞：及川眠子、作曲：岩田雅之、編曲：川井憲次
  - OVA『らんま1/2』オープニングテーマ
7. 彼 [7:42]
作詞：乱馬的歌劇団文芸部、作曲・編曲：川井憲次
  - OVA『らんま1/2』エンディングテーマ

## 参加ミュージシャン
| 僕たちはこれから - Guitar：松原正樹 - Bass：富倉安生 - Drums：島村英二 - Percussion：木村誠 - Keyboard：重実徹 - Guitar Solo：川井憲次 - Operator：伯耆弘徳 赤い靴のSUNDAY - Guitar：松原正樹 - Bass：富倉安生 - Drums：島村英二 - Percussion：木村誠 - Keyboard：重実徹 - Operator：伯耆弘徳 - Chorus：広谷順子 - Violin Solo：中西俊博 - 案内人：山寺宏一 うそつき - Guitar & Keyboard：川井憲次 - Operator：伯耆弘徳 | 少しだけ坂道 - Guitar & Keyboard：川井憲次 - Operator：伯耆弘徳 - Chorus：広谷順子 - Strings：友田ストリングス 思い出がいっぱい - Guitar & Keyboard：川井憲次 - Operator：伯耆弘徳 彼 - Guitar & Keyboard：川井憲次 - Operator：伯耆弘徳 - Strings：友田ストリングス |